# Centrum Edukacji Prawniczej i Teorii Społecznej
Centrum Edukacji Prawniczej i Teorii Społecznej – jednostka naukowo-badawcza zrzeszająca naukowców i badaczy z regionu Europy Środkowo-Wschodniej. Głównymi obszarami badawczymi są: edukacja prawnicza, konstytucjonalizm oraz pamięć społeczna. Celem działalności Centrum jest: podnoszenie jakości kształcenia studentów i doktorantów w zakresie kompetencji społecznych, integracja zewnętrzna prawniczego środowiska akademickiego z innymi naukami społecznymi i humanistycznymi oraz prowadzenie badań nad edukacją prawniczą. Centrum Edukacji Prawniczej i Teorii Społecznej powstało w 2015 roku z inicjatywy prof. Adama Czarnoty przy Wydziale Prawa, Administracji i Ekonomii Uniwersytetu Wrocławskiego.